# 雷曼3：强盗侵袭
《雷曼3：强盗侵袭》是一款由育碧蒙彼利埃制作、育碧发行的动作冒险游戏。游戏于2003年在OS X、GameCube、Game Boy Advance、PlayStation 2和Windows等多个平台发行。
《雷曼3：强盗侵袭》是雷曼系列第三款主系列游戏。
游戏收到普遍正面评价。至2003年3月，游戏共售出100万份。